# Загублені й несамовиті
Загу́блені й несамови́ті (англ. Lost and Delirious) — канадський драматичний фільм режисера Леа Пул, заснований на романі канадської письменниці Сьюзен Свон (англ. Susan Swan) «Дружини з Бата» (англ. The Wives of Bath). Прем'єра фільму відбулася на кінофестивалі «Санденс» у 2001 році.

## Сюжет
Батько відправляє Мері (Міша Бартон), яку всі звуть Мишею, у приватний коледж через вимогу її мачухи. У цьому дорогому приватному закладі, розташованому в пишному лісі, шістнадцятирічних вихованок вчать всьому: від іноземних мов до фехтування. Єдине, чого неможливо навчити, — як приховати перше почуття любові, якщо воно спрямоване… на твою сусідку по кімнаті. Як виявити це заборонене почуття, щоб не стати ізгоєм, як довести світові, що любов сильніша громадських забобонів. 
Мері важко переживає переїзд, але швидко приходить до тями, познайомившись з Поллі (Пайпер Перабо) і Торі (Джессіка Паре) — сусідками по кімнаті. Поллі відразу дає їй нове ім'я — Хоробра Мері і закликає бути бунтарем. 
На очах Мері розгортається любовна історія між Поллі і Торі, які насправді не просто подруги, як всі вважають. 
Вона мимоволі стає свідком романтичних сцен і зізнань у коханні. Але недовго триває крихке щастя…
Одного разу сестра Вікторії (Емілі Ван Кемп) застає Поллі і Торі в одному ліжку. Поллі готова йти до кінця, думка оточуючих її не сильно турбує, але Торі несподівано відступає. Їй боляче зраджувати саму себе, але перед очима стоїть її суворий батько і консервативна мати, яких вона ні за що не хоче розчаровувати. Дружба і любов дівчат руйнуються на очах. Перед тим як розлучитися з Поллі остаточно, Торі просить Мері бути поруч з Поллі, щоб підтримати її. Мері до кінця залишається єдиною її подругою, серед презирливих поглядів інших учениць коледжу. 
Поллі важко переживає розрив, йде на божевільні вчинки, щоб повернути свою любов, вона проходить всі стадії від поклоніння до божевілля, але ніщо не може зламати стіну видимої байдужості Торі. 
Наприкінці фільму Торі стоїть на футбольному полі і божевільним поглядом проводжає Поллі в її останній-перший політ із даху.

## У ролях
- Пайпер Перабо — Поліна «Поллі» Остер
- Джессіка Паре — Вікторія «Торі» Моллер
- Міша Бартон — Мері «Миша» Бедфорд
- Джекі Бурроуз — Фей Вон
- Мімі Кузик — Елеанор Беннет
- Ґрем Ґрін — Джо Мензіс
- Емілі Ван Кемп — Елліссон Моллер
- Керолайн Давернас — Кара
- Люк Кірбі — Джейк Голландер

## Деталі виробництва
Фільм знімався у Ленноксвілі, Квебек у кампусі університету Бішопс та біля річки Массавіппі у коледжі Бішопс. Студенти, що відвідували літні заняття, були зайняті у масових сценах.

## Саундтреки
- Композитор: Ів Чемберлен

- «Beautiful»

Автор та виконавець Мешель Ндегеочелло
Maverick Records
- «Add It Up»

Виконавець: Violent Femmes
Автор: Гордон Гано
Beyond Music
- «You Had Time»

Автор та виконавець: Ані ДіФранко
Righteous Babe Records
- «River Waltz»

Виконавець: Cowboy Junkies
Автор: Майкл Тіммінс
Cowboy Junkies Inc.
- «Sanctus» з Missa Luba

Виконавець: Національний хор Муунгано
Universal Music

## Нагороди
- 2001 Міжнародний кінофестиваль у Мар-дель-Плата — ADF Cinematography Award
- 2001 Стокгольмський міжнародний кінофестиваль — Приз глядацьких симпатій
- 2002 Канадська асоціація кінематографістів — Best Cinematography in Theatrical Feature
- 2002 Джині — Best Achievement in Cinematography

За даними IMDB

## Цікаві факти
- Оригінальна назва фільму «Lost and Delirious» є алюзією на казку Дж.Баррі «Пітер Пен і Венді». Героїні фільму порівнюють себе із забутими хлопчиками з острова Небувальщина.[3]
- У Росії фільм вийшов у прокат під назвою «Вас не догонят». Оскільки у фільмі висвітлюється тема лесбійського кохання, російські прокатники вирішили дати алюзію на пісню «Нас не догонят» популярного тоді гурту «Тату», який у своїй творчості експлуатував ту ж тему.[4]